# Nifelheim

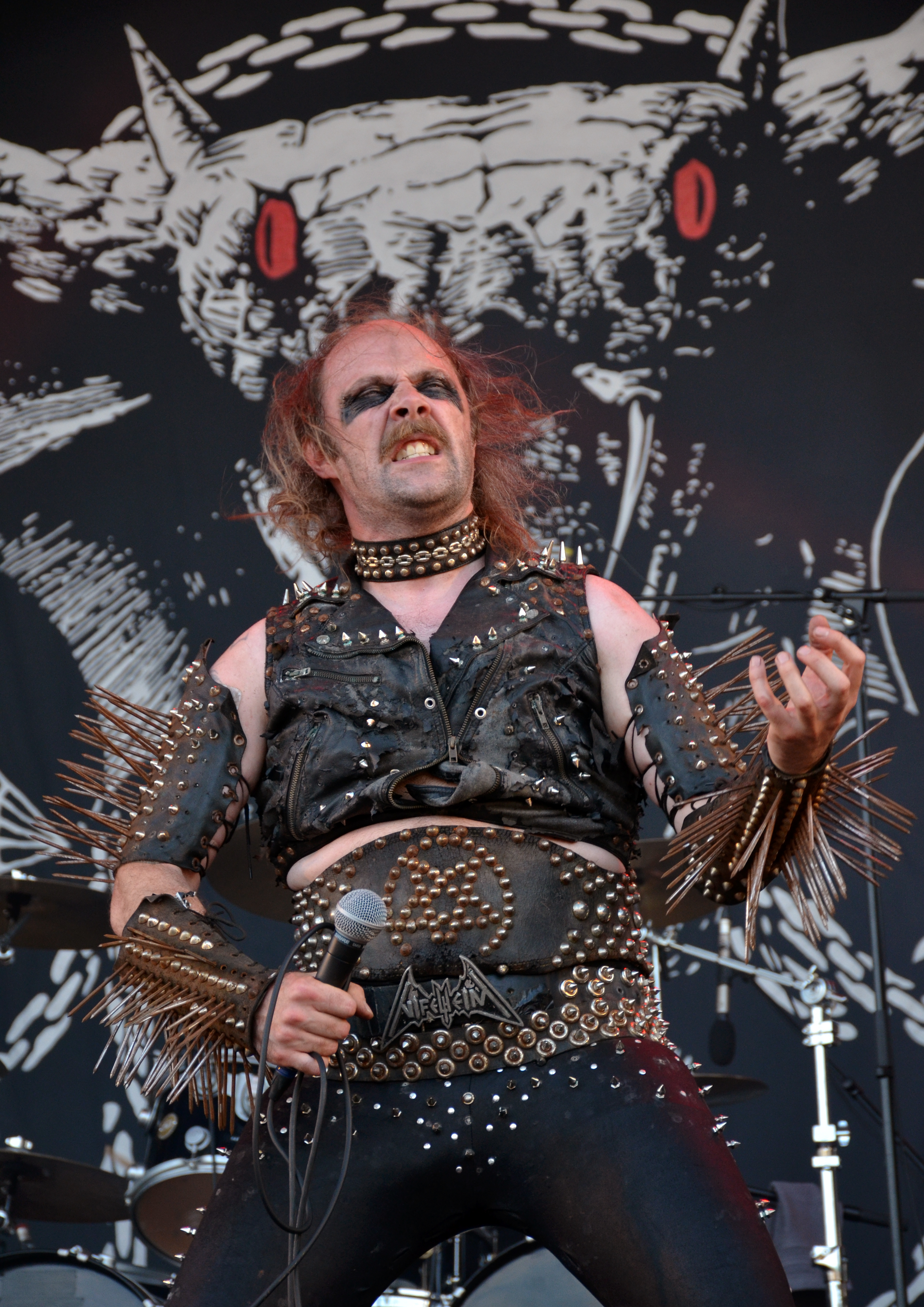
Per "Hellbutcher" Gustavsson z Nifelheimu, Fall of Summer 2016

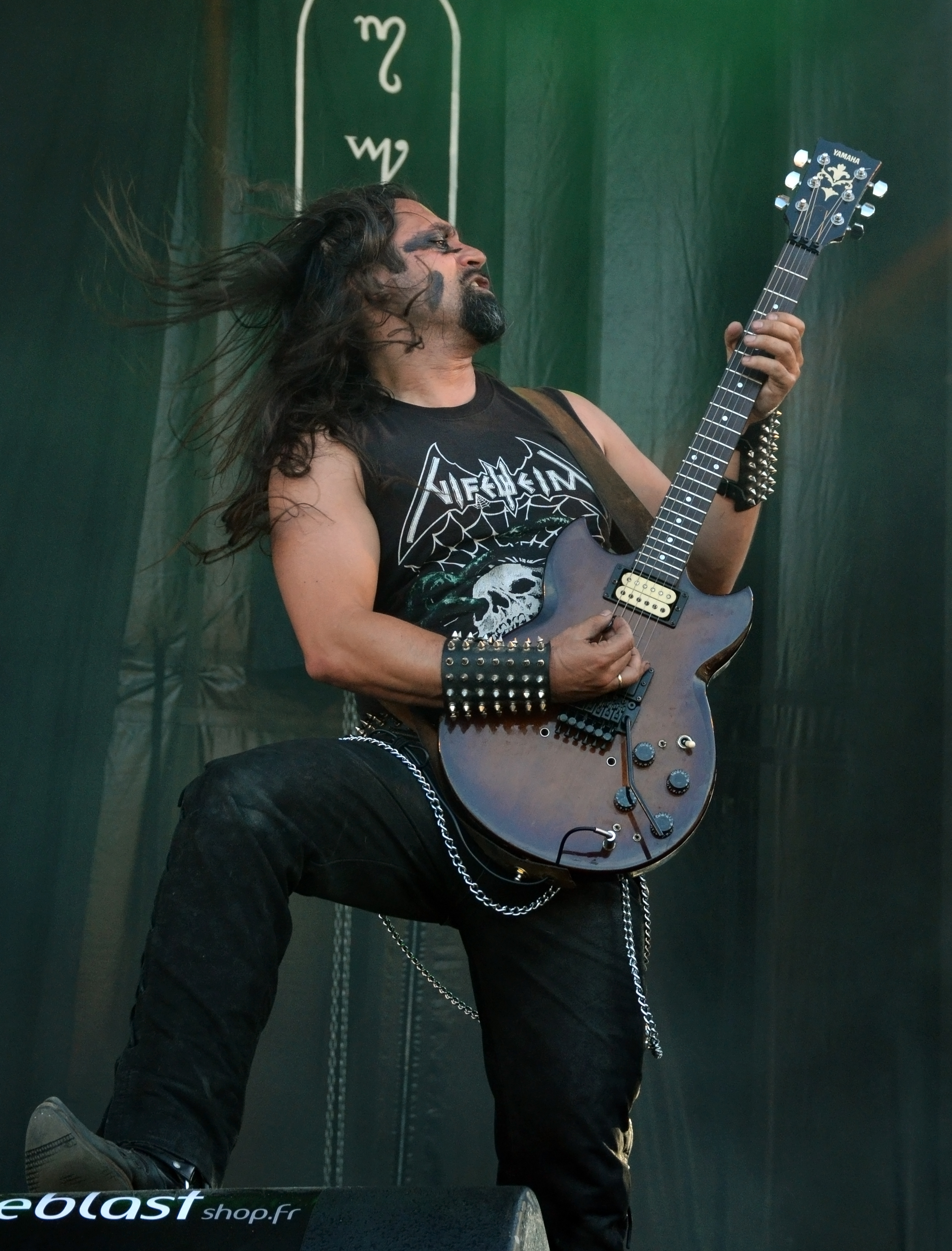
Nifelheim, Fall of Summer 2016

Nifelheim je švédská thrash/blackmetalová kapela z Dals Långed. Zformovala se v roce 1990, zakládajícími členy byli bratři Per "Hellbutcher" Gustavsson (vokály) a Erik "Tyrant" Gustavsson (baskytara). Hraje old school black metal s prvky thrash metalu.
Stejnojmenné debutové studiové album Nifelheim vyšlo v roce 1995.
S Nifelheim spolupracoval i český kytarista Petr „Blackosh“ Hošek (konkrétně na minialbu The Burning Warpath to Hell z roku 2019), když v kapele nahradil maďarského kytaristu Tamáse Budaye.

## Diskografie
Dema
- Unholy Death (1993)

Studiová alba
- Nifelheim (1995)
- Devil's Force (1998)
- Servants of Darkness (2000)
- Envoy of Lucifer (2007)

EP
- Unholy Death (2000)
- Satanatas (2014)
- The Burning Warpath to Hell (2019)

Kompilační alba
- MCMXC - MMIII (2003)

Split nahrávky
- Headbangers Against Disco Vol. 2 (1997) – společně s kapelami Usurper a Unpure
- Tribute to Slayer Magazine (2006) – split 7" vinyl společně s australskou kapelou Sadistik Exekution
- Thunder Metal (2006) – split 7" vinyl společně s brazilskou kapelou Vulcano

## Logo
Logo Nifelheim je stylizováno do podoby netopýra s roztaženými křídly. Pod písmenem F se nachází pavučina.